# Сіномура Ацуко
Ацуко Сіномура (яп. 篠村 敦子; нар. 15 березня 1979, префектура Кіото) — японська борчиня вільного стилю, чемпіонка світу, чемпіонка Азії.

## Життєпис
Боротьбою почала займатися з 1994 року. У 1998 році вперше стала чемпіонкою світу серед юніорів. Того ж року виграла чемпіонат світу і серед дорослих. Наступного року вдруге стала чемпіонкою світу серед юніорів і виграла чемпіонат Азії серед дорослих. Після цих успіхів несподівано завершила виступи.
Виступала за борцівський клуб Фукуоцького університету. Тренер — Тадаміті Танака.

## Спортивні результати на міжнародних змаганнях

### Виступи на Чемпіонатах світу
| Змагання                        | Збірна | Вагова категорія          | Місце  |
| ------------------------------- | ------ | ------------------------- | ------ |
| Чемпіонат світу з боротьби 1998 | Японія | жіноча боротьба, до 51 кг | Золото |

### Виступи на Чемпіонатах Азії
| Змагання                       | Збірна | Вагова категорія          | Місце  |
| ------------------------------ | ------ | ------------------------- | ------ |
| Чемпіонат Азії з боротьби 1999 | Японія | жіноча боротьба, до 51 кг | Золото |

### Виступи на змаганнях молодших вікових груп
| Змагання                                      | Збірна | Вагова категорія          | Місце  |
| --------------------------------------------- | ------ | ------------------------- | ------ |
| Чемпіонат світу з боротьби серед юніорів 1998 | Японія | жіноча боротьба, до 51 кг | Золото |
| Чемпіонат світу з боротьби серед юніорів 1999 | Японія | жіноча боротьба, до 51 кг | Золото |